# Нюдорп
Нюдорп (нід. Nieuwdorp) — село в нідерландській провінції Зеландія. Входить до муніципалітету Борселе.
Його площа становить 13,82 км², а населення станом на 2021 рік складало 1 235 осіб.

## Галерея

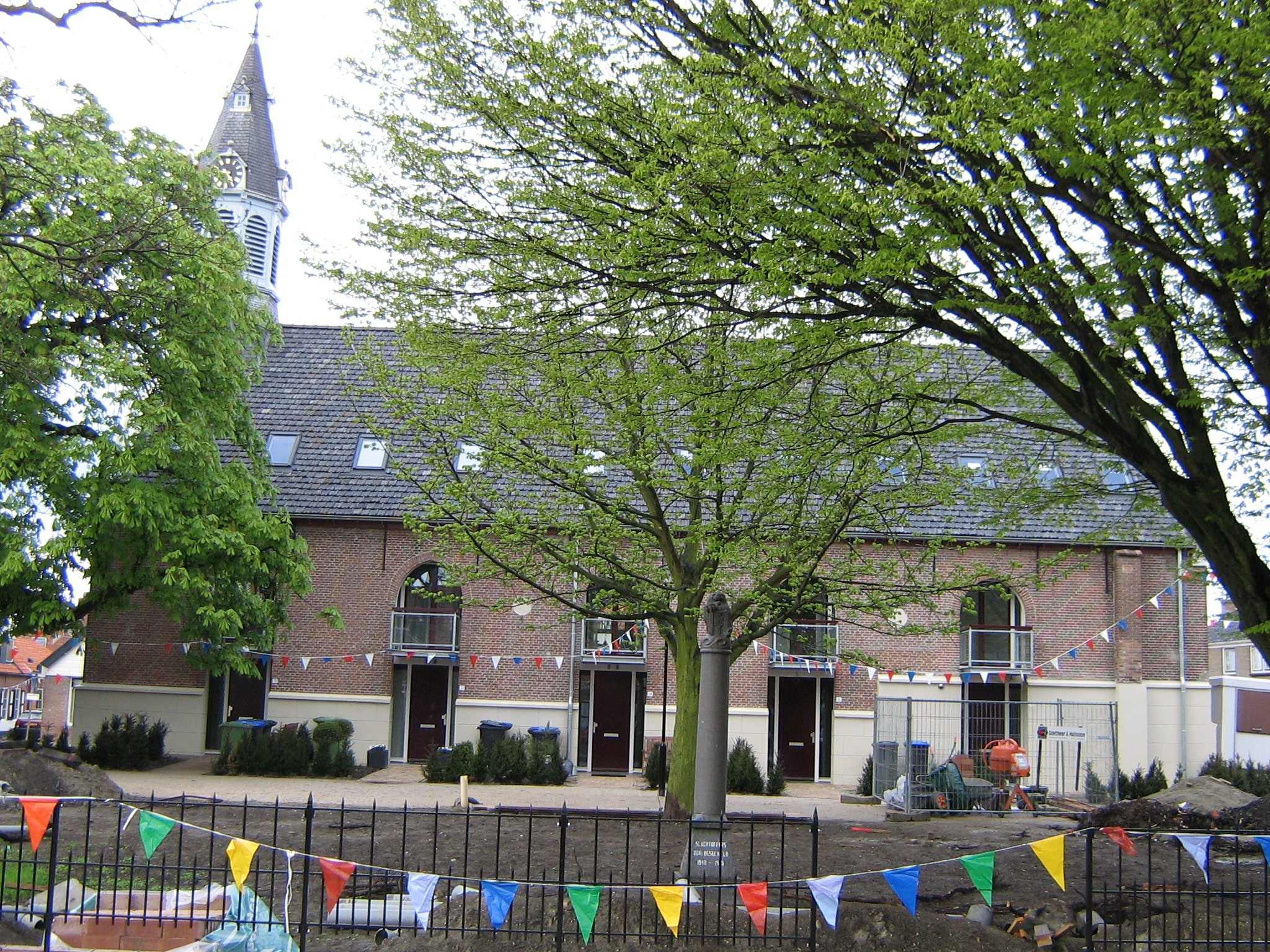
Церква у Нюдорпі
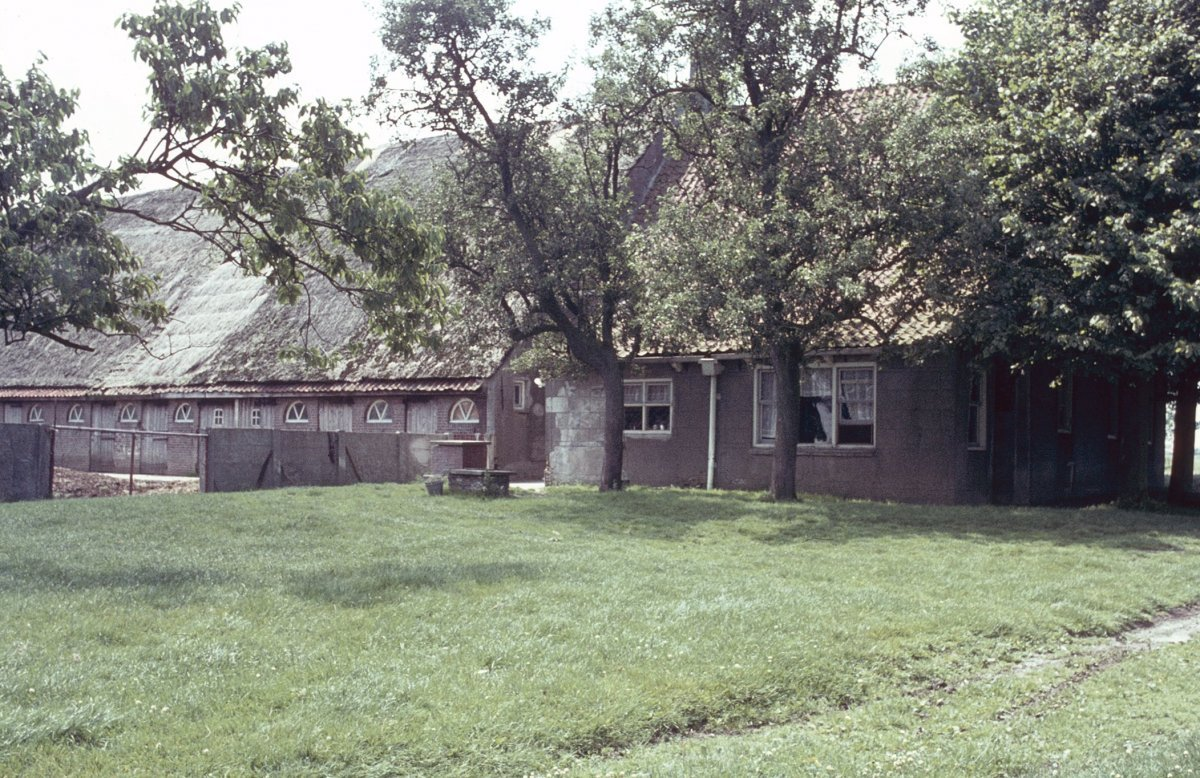
Ферма у селі
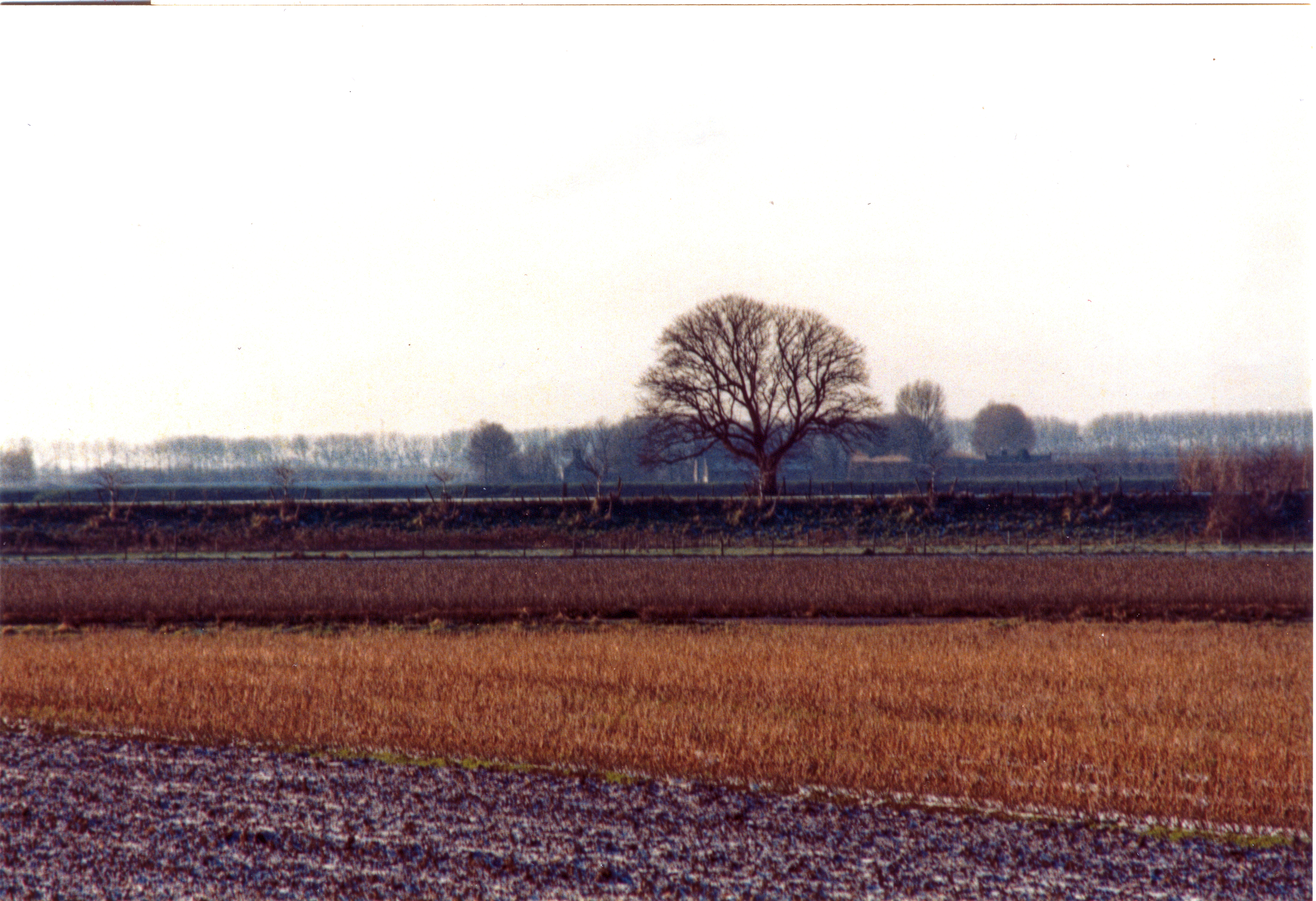
Панорама біля Нюдорпа